# Zombie

Noc oživlých mrtvol – mladá zombie (Kyra Schon) a její oběť (Karl Hardman)

Zombie (výslovnost [zombí]) je v kultu voodoo a populární kultuře druh nadpřirozené bytosti, oživlá mrtvola neboli nemrtvý. Vystupuje především v horrorech.
Slovo zombie pochází patrně z afrického zumbi (fetiš v jazyce kikongo) nebo z nzambi (bůh v jazyce kimbundu, jiný výklad: přes louisiansko- nebo haitsko-kreolského zonbi z bantuštiny, podobné s kimbundským nzúmbe duch). Tento termín rozšířil William Seabrook na konci 20. let 20. století ve své knize The Magic Island. Do češtiny bylo přejato z angličtiny, může být ve všech rodech, převažuje však užití v rodě ženském.
Pojem zombie se odvozuje od kultu voodoo, ve kterém označuje úplně zotročenou osobu nejčastěji pod vlivem omamných látek, slepě či nevědomě vykonávající příkazy jiného člověka, který ji ovládá. Takto byla zombie chápána v kultuře od druhé poloviny 20. let 20. století až do konce 60. let, kdy byl natočen film George A. Romera Noc oživlých mrtvol (The Night of Living Dead, 1968), ve kterém byla zombie ukázána jako nemrtvý: mrtvola, která vystupuje z hrobu a snaží se uspokojit svou touhu po krvi pojídáním čerstvého lidského masa nebo mozku. Po úspěchu Noci oživlých mrtvol se tento obraz zombie rozšířil v masové kultuře. Je možné se s nimi setkat ve filmech, ve videohrách i v literatuře.

## Nekromanti
Zombie a podobné bytosti podle některých pověr přivolával nekromant a oživeným mrtvolám zadával příkazy. Stvůry byly jeho sluhy a nemohly se mu protivit, neboť byly plně v jeho moci a on byl jejich vládcem. Podle některých bylo možné nemrtvé zabít jedině useknutím hlavy anebo jakýmkoli způsobem je ničit nebo poškozovat. Některé zdroje tvrdí, že je bylo možné zabít stejně jako normálního člověka, ale že zombie byly mnohem odolnější, a bylo proto třeba mnohem většího úsilí k jejich zabití. Kdysi se tvrdilo, že nejúčinnějším způsobem, jak se zbavit nemrtvého je zabít nekromanty, kteří je oživili. Ve chvíli jeho smrti všechny stvůry padly mrtvé k zemi.

## Zombie v náboženství voodoo

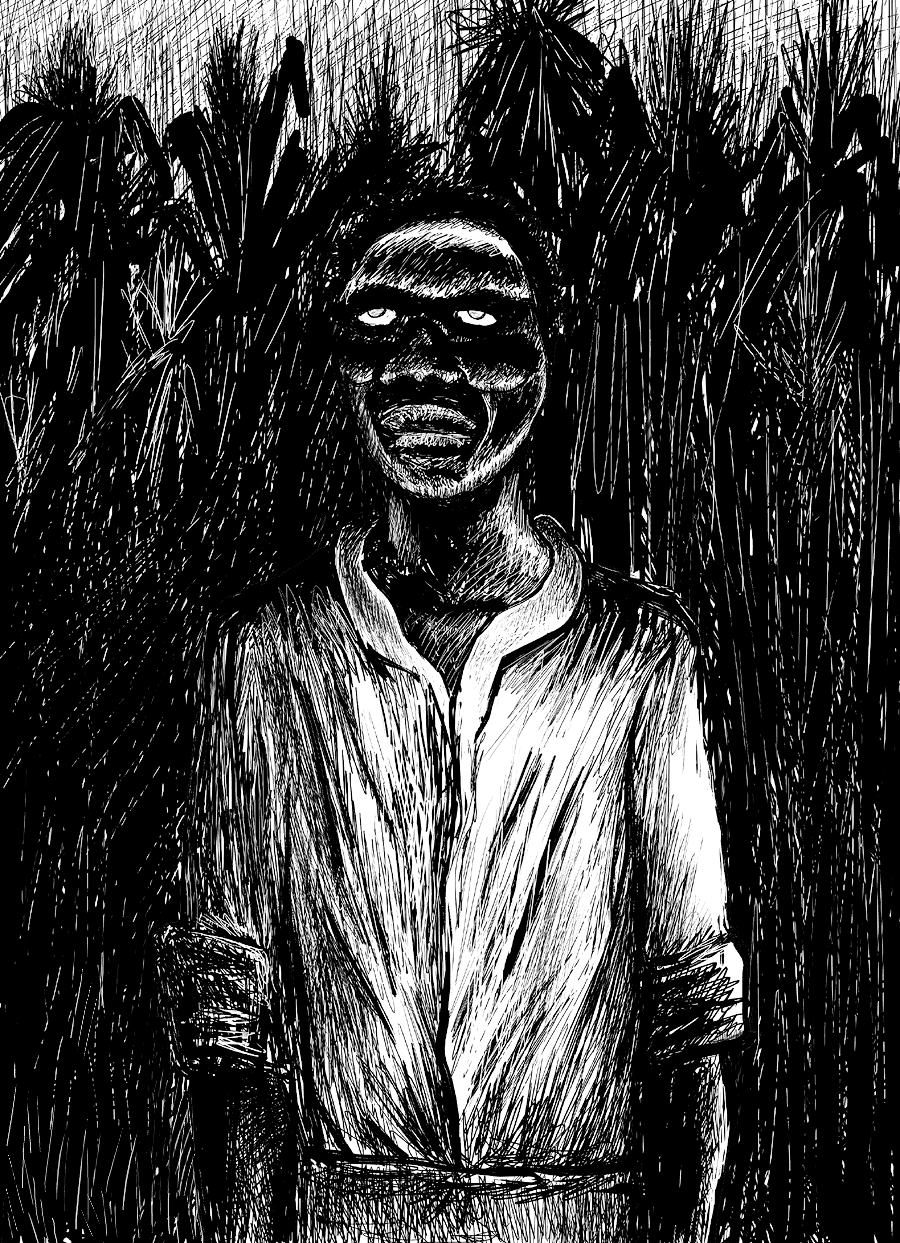
Zombie, v šeru, na poli cukrové třtiny na Haiti

Podle vyjádření vyznavačů voodoo (hlavně z Haiti a z jihu USA) kněží: hougan, mambo nebo bokor mohou zabít člověka a několik dní po jeho pohřbu jej znovu navrátit k životu. Ve skutečnosti to však není živý člověk, ale jen jeho tělo, obývané jedním z duchů smrti Guédé. Taková živá mrtvola, bez vlastní vůle, (na Haiti také nazývaná cadavre – mrtvola) je používána k různým pracím na poli a v hospodářství. Jestliže zombie požije sůl nebo něco slaného, uvědomí si, že vlastně nežije a vrací se na hřbitov, kde se zahrabe zpátky do svého hrobu. Víra v zombie je na Haiti všeobecně rozšířená. Aby se z mrtvého nestala zombie, probodává se kůlem nebo se jim usekávají ruce a nohy. Rodina pak po pohřbu několik dní hlídá hrob. Existuje mnoho nepotvrzených teorií týkajících se zombie; podle jedné z nich jsou to lidé, které kněží omámili narkotiky nebo jedy (např. atropinem, hyosciaminem, tetrodotoxinem).
Na Haiti je také jiný druh zombie, tzv. astrální zombie (astral), tedy ztracený duch zemřelého, který se dostane do vlivu kněze voodoo. Kněz pak drží takovou zombie zavřenou v hliněné nádobě nebo lahvi a vypouští ji jen k vykonání dílčího úkolu.

## Zombie v kultuře

### Hudba
- skupina Iron Maiden je známá také díky maskotovi Eddiemu, který se vyskytuje na téměř všech albech a singlech skupiny. Přestože na obalech je zobrazován velmi rozmanitě (například příšera vrostlá do stromu, Satan, aj.), jeho nejčastější podoba je právě podoba zombie
- Zombie (píseň) - píseň od irské skupiny Cranberries z roku 1994 (album No Need to Argue) o nepokojích v Severním Irsku, jež se stala v mnoha zemích velmi oblíbenou; vzniklo také několik jejích coververzí

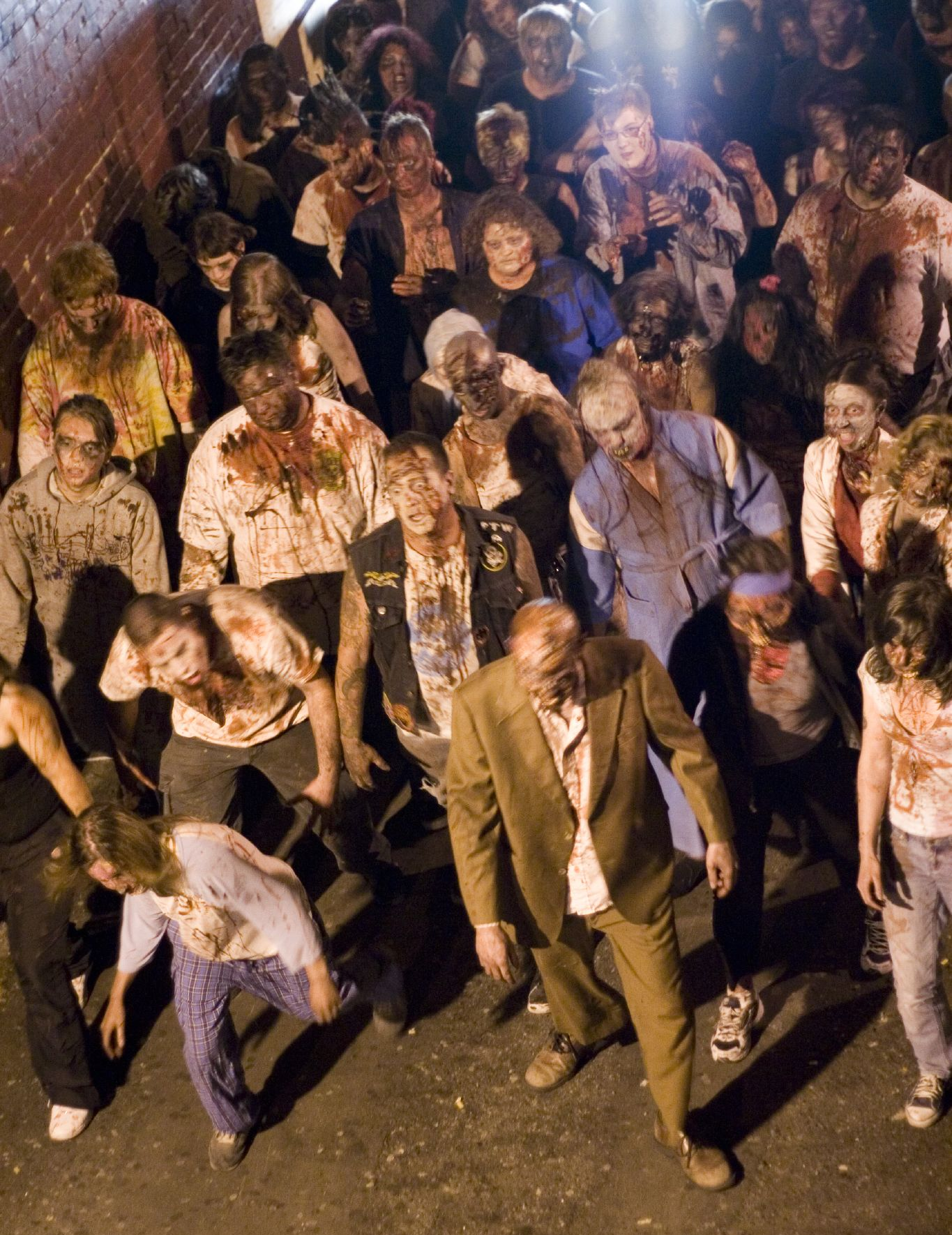
Houf zombie v moderním hororovém filmu

### Film
Od Noci oživlých mrtvol George A. Romera bylo natočeno množství filmů se zombie tematikou, například filmy 28 dní poté, jeho pokračování 28 týdnů poté, filmová série Resident Evil, Zombieland nebo třeba Soumrak mrtvých.

### Televize a video
- Hudební video "Thriller" z alba Thriller patří k vůbec nejznámějším dílům zpěváka Michaela Jacksona. V něm vystupují herci převlečení za zombie.
- Značnou popularitu si získal seriál Živí mrtví, který se začal vysílat v roce 2010.
- Mrtví a neklidní, natočený podle motivy knihy Chutná těla

### Počítačové a konzolové hry
Nejznámější hrou, která byla postavena na zombie tematice a v podstatě odstartovala žánr survival hororů,[zdroj?] je úspěšná série Resident Evil od společnosti Capcom. Ta byla uvedena na PlayStation v roce 1996 a později byla konvertována na další systémy, později dala vzniknout několika filmům. Mezi další známé tituly založené na této tematice patří série Left 4 Dead od Valve, původně modifikace DayZ pro hru Arma od Bohemia Interactive Studio a později vydaná plnohodnotná hra DayZ Standalone, zombie také hrají hlavní roli ve zvláštních herních módech několika her ze série Call of Duty. Ve hře  Minecraft jsou zombie jedněmi z nepřátel, které musíte zabít, nebo oni vás.